# Mia Gommersová
Maria („Mia“) Francisca Philomena Hoogakker-Gommers (* 26. září 1939, Stein, Nizozemsko) je bývalá nizozemská atletka, která startovala hlavně na 800 metrů. Gommersová startovala za Nizozemsko na olympijských hrách v roce 1968, které se konaly v Mexiku. Na 800 metrů, získala bronzovou medaili.